# ماسايو شيرايشي
ماسايو شيرايشي (白石 益代) هي لاعبة كرة قدم. ولعبت مع منتخب اليابان لكرة القدم للسيدات.